# Mont-Saint-Guibert Phoenix
Mont-Saint-Guibert Phoenix (anciennement Louvain-la-Neuve Phoenix) est un club de baseball et softball basé à Mont-Saint-Guibert, en Belgique. Le club est composé de dix équipes. Le club est rattaché à la Ligue francophone belge de baseball et softball.

## Histoire
Le Louvain-la-Neuve Phoenix BSC a été créé à la suite de la fusion de deux clubs du Brabant wallon en 2002: les Chaussettes Noires de Louvain-la-Neuve et les Seahorses de Lasne. 
L'équipe a changé de nom pour devenir le Mont-Saint-Guibert Phoenix BSC à la suite de son déménagement à Mont-Saint-Guibert en 2019, dans la Guibert Sport Arena, lieu qui regroupe également des terrains pour le football (soccer) et le football américain.

## Palmarès
- Vainqueur du challenge LFBBS Softball Homme: 2007.
- Champion de Belgique catégorie minimes: 2017[4].
- Champion de Belgique catégorie minimes: 2018.
- Champion de Belgique catégorie cadets: 2018.
- Champion de Belgique catégorie cadets: 2019.
- Champion de Belgique catégorie Softball Dames: 2024.
- Champion de la coupe d'Europe B catégorie Softball dames: 2024.